# DELTREE
DELTREE (Abkürzung für englisch delete tree, in etwa: [Verzeichnis-]Baum löschen) ist ein Kommandozeilenprogramm in einigen Microsoft-Betriebssystemen zum rekursiven Löschen von Dateien in Unterverzeichnissen. Das Kommando XDEL mit derselben Funktion wurde bereits fast vier Jahre zuvor von Digital Research in dessen zu MS-DOS kompatiblen Betriebssystem DR DOS eingeführt.

## Hintergrund
Unter PC DOS 1.0 beziehungsweise MS-DOS 1.0, das IBM und Microsoft einführten, wurden Dateiverzeichnisse noch nicht unterstützt. Erst DOS 2.0 erlaubte das Anlegen von Verzeichnisbäumen (englisch directory trees). Mit Bordmitteln war das Löschen von kompletten Verzeichnisbäumen in einem Schritt aber noch nicht möglich, stattdessen mussten zuerst alle Dateien innerhalb des zu löschenden Verzeichnisbaums, Verzeichnis für Verzeichnis, mit DEL gelöscht werden, sowie anschließend die Verzeichnisse selbst hintereinander mit RMDIR. 1989 bot das Konkurrenzprodukt DR DOS 3.40 bereits die Möglichkeit an, mit XDEL ganze Verzeichnisbäume rekursiv zu löschen, was positiv bewertet wurde. Mit MS-DOS 6.0 zog Microsoft 1993 nach und führte den DELTREE-Kommandozeilenbefehl ein.

## Implementierung und Einsatz
DELTREE und XDEL sind externe Kommandos und somit nicht in den Kommandozeileninterpreter COMMAND.COM implementiert. Bei Einsatz dieses Kommandos erscheint zuerst eine Sicherheitsabfrage, in der der Benutzer bestätigen muss, dass er den ganzen Baum löschen möchte. Diese Sicherheitsabfrage kann durch einen Kommandozeilenparameter unterdrückt werden. Im Gegensatz zu den meisten anderen Kommandozeilenprogrammen, die Aktionen im Dateisystem auslösen, erlaubt DELTREE die gleichzeitige Zuweisung mehrerer Verzeichnisse als Kommandozeilenparameter. Wird am Ende eines Verzeichnisses ein / mit übergeben, so wird das Verzeichnis selbst nicht mitgelöscht, diese Funktion ist allerdings nicht dokumentiert. Theoretisch können mit DELTREE gelöschte Verzeichnisse und Dateien wiederhergestellt werden.

## Einsatz in Schadprogrammen zur Sabotage
DELTREE ignoriert alle Dateiattribute (versteckt, nur-Lesen oder System). Daher wurde der Befehl als „potenziell gefährlich“ eingestuft, da dieser fähig ist, hunderte Dateien gleichzeitig löschen zu können. Daher kam DELTREE zusammen mit dem PURGE-Befehl (das eine Wiederherstellung so gelöschter Dateien verunmöglicht) in Schadprogrammen zur Computersabotage in Einsatz.

## Ablösung
DELTREE wurde auf allen MS-DOS-basierenden 32-Bit-Windows-Versionen mitgeliefert (Windows 95, Windows 98 und Windows ME, zusammengefasst auch Windows 9x bezeichnet).
Windows-NT-basierende Betriebssysteme (NT, 2000, XP und neuere) liefern DELTREE nicht mehr mit. Stattdessen wurde RMDIR um den Schalter /S erweitert, das die Funktion von DELTREE übernahm. Der Schalter /Q ermöglicht die Unterdrückung der Sicherheitsabfrage.